# Coretta Scott King
Coretta Scott King (Marion, Alabama, 27 d'abril de 1927-Rosarito, Baixa Califòrnia, 30 de gener de 2006) va ser una escriptora i activista estatunidenca, reconeguda líder de la comunitat negra. Esposa de l'activista i lluitador pels drets civils Martin Luther King, assassinat el 1968.

## Biografia

### Infància i joventut
Coretta Scott King va néixer el 27 d'abril de 1927 en una granja a Heiberger (Alabama). Era filla de Bernice i Obie Scott, amos de les terres on residien. Coretta va tenir una infància dura i sacrificada. Durant l'època de la Gran Depressió tota la família va col·laborar en la recol·lecció del cotó per poder subsistir. Va estudiar primària a Lincoln, una localitat a nou milles del seu poble, Heiberger, i prosseguí els seus estudis a partir de 1945 a l'Antioch College. Després de la seva graduació, es va traslladar a Boston, on va conèixer Martin Luther King Jr.

### Matrimoni amb Martin Luther King
Coretta i Martin es van casar el 18 de juny de 1953. La cerimònia es va celebrar a la casa dels pares de Coretta a Marion (Alabama) i va ser presidida pel pare de Martin. King i Scott van tenir quatre fills:
- Yolanda Denise King (17 de novembre de 1955, a Montgomery, Alabama)
- Martin Luther King III (23 d'octubre de 1957, a Montgomery, Alabama)
- Dexter Scott King (30 de gener de 1961, a Atlanta, Geòrgia)
- Bernice Albertine King (28 de març de 1963, a Atlanta, Geòrgia)

Els quatre fills van seguir els passos dels seus pares en convertir-se en activistes i defensors dels drets civils.

### Activitat política i defensora dels drets civils
Amb els anys, a més de dedicar-se a preservar la memòria del seu cònjuge, va anar augmentant la seva activitat política. Després de l'assassinat de Martin Luther King el 1968, va començar a assistir a serveis commemoratius a l'Església baptista d'Ebenezer a Atlanta per celebrar el naixement del seu marit el 15 de gener (festivitat que actualment té lloc el tercer dilluns de gener després de la proclamació a nivell nacional del dia de Martin Luther King). Va tenir una estreta relació amb diferents presidents estatunidencs, especialment amb Lyndon B. Johnson, el qual va contribuir decisivament a l'aprovació dels drets civils. Va estar present en esdeveniments com la signatura per part del president Reagan per establir el dia de Martin Luther King.
Durant els anys 80, Coretta King va reafirmar la seva oposició a la segregació de la població negra, participant en una sèrie de protestes a Washington que van inspirar tot el país a manifestar-se en contra de les polítiques racistes de Sud-àfrica. Va viatjar a Sud-àfrica per unir-se amb Winnie Mandela, mentre el seu espòs, Nelson Mandela, era un pres polític a Robin Island. Després de tornar als Estats Units, va exercir una important pressió sobre el president Reagan per aplicar sancions contra Sud-àfrica.
El 1986 va presentar una carta al Senat dels Estats Units contra la nominació de Jeff Sessions com a jutge federal que no va ser llegida ni admesa com a documentació. El 2017, la senadora demòcrata Elizabeth Warren va intentar llegir la carta de 1986 escrita per Coretta Scott King contra la nominació de Jeff Sessions com a fiscal general per Donald Trump. Sessions va ser nomenat per majoria de vots fiscal general.
Coretta King va ser present en la primera proclamació presidencial de George W. Bush l'any 2001 i igualment va rebre nombrosos reconeixements honoraris per part d'institucions com la Universitat de Princeton i el Bates College.
King, persona de gran fermesa en les seves decisions, va mostrar el seu enèrgic rebuig en assumptes com la pena de mort o la invasió de l'Iraq de 2003. A més de comptar amb el suport de diversos grups conservadors, va ser la portaveu de moltes altres minories. Infatigable lluitadora en favor dels drets de les dones, va participar igualment en nombroses campanyes, entre elles les dirigides a la prevenció de la sida.
En el seu honor, s'atorga una medalla als nens per l'excel·lència en la literatura.

### Malaltia i mort
El 16 d'agost de 2005, Coretta King va ser hospitalitzada després de patir un atac cardíac. A causa d'aquest contratemps va perdre la parla i va patir una paràlisi que li va afectar el costat dret del cos. Va rebre l'alta mèdica de l'Hospital de Piedmont (Atlanta) el 22 de setembre de 2005 després de recuperar part de la parla, per continuar la fisioteràpia al seu domicili. A causa de complicacions associades a l'atac cardíac, no va poder complir el seu desig d'assistir als debats on es va discutir si el lloc de naixement del seu marit havia de mantenir-lo Atlanta o el Servei de Parcs Nacionals. El 14 de gener de 2006 King va fer la seva última aparició pública en un sopar en honor del seu marit.
Va morir el 30 de gener de 2006 a l'edat de 78 anys, mentre dormia en un centre de rehabilitació de Rosarito (Baixa Califòrnia), a la colònia Lomas de San Antonio (La Coyotera), on rebia teràpies pel seu infart. Les seves restes mortals van ser traslladats a Atlanta per rebre sepultura al costat del seu marit, al Centre King.